# Монеты Израиля

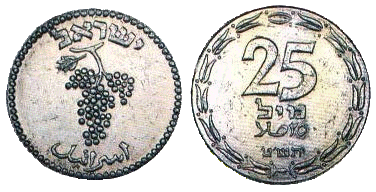
Первая монета Государства Израиль — 25 милей

В список монет Государства Израиль вошли все имевшие хождение серии разменных денежных единиц, начиная с 1948 года. До этого года не существовало Государства Израиль, соответственно, платёжные средства не выпускались.
Официальными разменными денежными единицами в Израиле в разные годы служили миль, прута, агора, израильский фунт (лира), новая агора, шекель и новый шекель.
Список составлен по официальным материалам Банка Израиля.
Монеты расположены в порядке выпуска соответствующих серий и по номиналу с возрастанием.

## Первые разменные денежные единицы Государства Израиль
Денежные знаки представляют собой не только средство платежа, они также являются символом суверенитета государства. После принятия Генеральной Ассамблеей ООН (ГА ООН) 29 ноября 1947 года плана по разделу Палестины провозглашение независимости нового государства было лишь делом времени. Одним из вопросов, стоявших на повестке дня перед руководителями ишува, было введение своей собственной валюты. Как следует назвать это государство, ещё не было решено, и имелись сомнения относительно того, что будет напечатано на банкнотах.
К моменту образования в 1948 году Государства Израиль у него не было центрального банка. Эти функции выполнял Англо-Палестинский банк Еврейского национального агентства. С 1927 года на территории Палестины имела хождение валюта, оставшаяся со времён британского мандата, — палестинский фунт, делившийся на 1000 милей и равный по стоимости английскому фунту стерлингов.
Из-за отсутствия необходимых технических знаний и подходящего оборудования банкноты не могли быть напечатаны на месте, да и срок британского мандата на тот момент ещё не истёк. В то же время было ясно, что ни одна известная иностранная фирма не станет печатать деньги для несуществующего государства.
После значительных усилий к началу 1948 года удалось убедить American Bank Note Company из Нью-Йорка напечатать нужные банкноты.
А вот мелкую разменную монету как-то выпустили из виду, и её выпуском пришлось заниматься самому министерству финансов молодого государства.

### Бумажные миль ипрута1948—1953 годов
В первые годы существования Израиля в стране ощущалась резкая нехватка в повседневном обращении мелких денег для размена. Из-за отсутствия металла, нужного оборудования и специалистов министр финансов Элиэзер Каплан решил выпустить в оборот бумажные деньги мелкого (монетного) номинала. Так, в 1948—1953 годах поступили в обращение 50 и 100 милей, а затем 50, 100 и 250 прут. Печатала первые выпуски типография «Левин — Эпштейн» в Тель-Авиве, на бумаге низкого качества, без водяных знаков. Так минфин получил дополнительное время на подготовку к выпуску металлических монет. Из-за своеобразного дизайна эти «монеты» в народе называли «ковриками».
| Изображение | Номинал   | Размеры, мм | Основной цвет                        | Дизайн | Выпущена в обращение | Изъята     |
| ----------- | --------- | ----------- | ------------------------------------ | --- | -------------------- | ---------- |
|             | 50 милей  | 80 × 48     | Красный                              | Аверс: Мозаичный пол древней синагоги в районе кибуца Бейт Альфа; текст «Израиль» и «50 милей» на иврите и арабском языке, цифра 50 в четырёх углах. Реверс: Мозаичный пол древней синагоги в Бейт Альфа; цифра «50». Цвет нумерации: чёрный. Подпись: Министр финансов Э. Каплан. Дизайн: Отто Валлиш.                                                                                    | Октябрь 1948 г.      | 22.02.1980 |
|             | 100 милей | 80 × 48     | Зелёный                              | Аверс: Мозаичный пол древней синагоги в районе кибуца Бейт Альфа; текст «Израиль» и «100 милей» на иврите и арабском языке, цифра 100 в четырёх углах. Реверс: Мозаичный пол древней синагоги в Бейт Альфа; цифра «100». Цвет нумерации: Красный. Подпись: Министр финансов Э. Каплан. Дизайн: Отто Валлиш.                                                                                | Октябрь 1948 г.      | 22.02.1980 |
|             | 50 прут   | 70 × 42     | Часть выпуска красный, часть — синий | Аверс: Виньетка для защиты от подделки; текст «Государство Израиль» на иврите и арабском языке, «Законное платёжное средство» на иврите, цифра «50». Реверс: Виньетка; цифра «50». Цвет нумерации: зелёный. Подпись: Министр финансов Э. Каплан, главный бухгалтер М. Загагги. На части выпуска: министр финансов Л. Эшколь, главный бухгалтер А. Нееман. Дизайн: И. Давид.                | Март — июль 1952 г.  | 22.02.1980 |
|             | 100 прут  | 70 × 42     | Зеленовато-голубой                   | Аверс: Виньетка для защиты от подделки; текст «Государство Израиль» на иврите и арабском языке, «Законное платёжное средство» на иврите, цифра «100». Реверс: Виньетка; цифра «100». Цвет нумерации: зелёный. Подпись: Министр финансов Э. Каплан, главный бухгалтер М. Загагги. На части выпуска: министр финансов Л. Эшколь, главный бухгалтер А. Нееман. Дизайн: И. Давид.              | Март — июль 1952 г.  | 22.02.1980 |
|             | 250 прут  | 100 × 55    | Зеленовато-коричневый                | Аверс: Виньетка для защиты от подделки; текст «Государство Израиль» на иврите и арабском языке, «Двести пятьдесят прут» и «Законное платёжное средство» на иврите, цифра «250» в четырёх углах. Реверс: Виньетка; цифра «250», изображение озера Кинерет в узорной рамке. Цвет нумерации: зелёный. Подпись: Министр финансов Л. Эшколь, главный бухгалтер А. Нееман. Дизайн: Братья Шамир. | 10.12.1953           | 22.02.1980 |

### Первая израильская монета — 25 милей
Попытка выпуска монет была предпринята минфином Израиля уже к концу 1948 года. За помощью в разработке дизайна обратились к местному нумизматическому обществу, которое предложило принять за основу внешний вид древней монеты времён Бар-Кохбы (132—135 годы н. э.), сохранив название «миль» как дань традиции периода мандата. В обращение поступили два выпуска монеты. Первый, 1948 года (5708) с буквенной датировкой по еврейскому летоисчислению «תש»ח«, чеканился в Холоне, а второй, 1949 года (5709) с датировкой »תש"ט", — в Иерусалиме.
| Изображение | Номинал                                                              | Диаметр, мм | Вес, г  | Дизайн | Выпущена в обращение | Изъята     |
| --- | -------------------------------------------------------------------- | ----------- | ------- | --- | -------------------- | ---------- |
| Внешние изображения Монета достоинством 25 милей Прообраз для создания: монета времён Бар-Кохбы (132—135 годы н. э.) . Монета 1948 (5708) года чеканки . | 25 милей                                                             | 30          | 3,1—3,8 | Аверс: гроздь винограда; текст «Израиль» на иврите и арабском языке; Реверс: цифра «25»; текст «Миль» на иврите и арабском языке; две стилизованных ветви оливы по кругу. Гурт: гладкий. Буртик: выпуклый декоративный орнамент по кругу на аверсе. Состав: алюминий 97 %, магний 3 %. Дизайн: Израильское общество нумизматов. Примечание: На иллюстрации монета 1949 (5709) года чеканки. | 06.04.1949           | 06.09.1950 |
| Внешние изображения |                                                                      |             |         | |                      |            |
| Монета достоинством 25 милей |                                                                      |             |         | |                      |            |
| | Прообраз для создания: монета времён Бар-Кохбы (132—135 годы н. э.). |             |         | |                      |            |
| | Монета 1948 (5708) года чеканки .                                    |             |         | |                      |            |

## Прута1950—1956 годов
В 50-х годах Израильское общество нумизматов продолжило свою помощь в создании эскизов новых монет. Члены общества Леон Кадман и Ханан Павел предложили принять за основу древние монеты времён антиримского восстания (60—70-е годы н. э.), Бар-Кохбы (132—135 годы н. э.) и др., а художник-график Отто Валлиш выполнил рабочие эскизы. После утверждения документации министром финансов Элиезером Капланом началась чеканка монет. По досадному недоразумению название монеты было отчеканено в единственном числе «прута́» («פרוטה») вместо множественного «пруто́т» («פרוטות»). Позже, в специальных выпусках, ошибка для ряда номиналов была исправлена.
Монеты этой серии чеканились в Англии на монетном дворе города Бирмингема. Там же, на Имперском предприятии химической индустрии, на монеты наносили покрытие. Чеканились монеты и на Государственном монетном дворе в Тель-Авиве, в Утрехте на Королевском монетном дворе Нидерландов и даже на фабрике столовых приборов «Микса́ф» в городе Холоне.
| Внешние изображения         | Внешние изображения                                                            |
| --------------------------- | ------------------------------------------------------------------------------ |
| Монета достоинством 1 прута |                                                                                |
|                             | Прообраз для создания: монета времён правления Ирода Архелая (4—6 года н. э.). |
|                             | Монета 1949 (5709) года чеканки .                                              |

| Внешние изображения        | Внешние изображения                                                                          |
| -------------------------- | -------------------------------------------------------------------------------------------- |
| Монета достоинством 5 прут |                                                                                              |
|                            | Прообраз для создания: монета времён антиримского восстания Бар-Кохбы (132—135 годы н. э.) . |
|                            | Монета 1949 (5709) года чеканки .                                                            |

| Внешние изображения         | Внешние изображения                                                                          |
| --------------------------- | -------------------------------------------------------------------------------------------- |
| Монета достоинством 10 прут |                                                                                              |
|                             | Прообраз для создания: монета времён антиримского восстания Бар-Кохбы (132—135 годы н. э.) . |
|                             | Монета 1949 (5709) года чеканки .                                                            |

| Внешние изображения         | Внешние изображения                                                                          |
| --------------------------- | -------------------------------------------------------------------------------------------- |
| Монета достоинством 10 прут |                                                                                              |
|                             | Прообраз для создания: монета времён антиримского восстания Бар-Кохбы (132—135 годы н. э.) . |
|                             | Монета 1952 (5712) года чеканки .                                                            |

| Внешние изображения         | Внешние изображения                                  |
| --------------------------- | ---------------------------------------------------- |
| Монета достоинством 10 прут |                                                      |
| (Специальный выпуск)        |                                                      |
|                             | Монета 1956 (5716) года чеканки .                    |
|                             | Монета 1957 (5717) года чеканки с медным покрытием . |

| Внешние изображения         | Внешние изображения                                                                          |
| --------------------------- | -------------------------------------------------------------------------------------------- |
| Монета достоинством 25 прут |                                                                                              |
|                             | Прообраз для создания: монета времён антиримского восстания Бар-Кохбы (132—135 годы н. э.) . |
|                             | Монета 1949 (5709) года чеканки .                                                            |
|                             | Стальная монета с никелевым покрытием и гладким гуртом 1954 (5714) года чеканки .            |

| Внешние изображения         | Внешние изображения |
| --------------------------- | --- |
| Монета достоинством 50 прут | |
|                             | Прообраз для создания: монета времён первого антиримского восстания (60—70 годы н. э.). Текст на древней монете: «За свободу Иерусалима». |
|                             | Монета 1949 (5709) года чеканки . |
|                             | Стальная монета с никелевым покрытием и гладким гуртом 1954 (5714) года чеканки .                                                         |

| Внешние изображения          | Внешние изображения |
| ---------------------------- | --- |
| Монета достоинством 100 прут | |
|                              | Прообраз для создания: монета времён антиримского восстания (132—135 годы н. э.). Текст на древней монете: «Шимон» (Бар-Кохба). |
|                              | Монета 1955 (5715) года чеканки .                                                                                               |

| Внешние изображения          | Внешние изображения                                                              |
| ---------------------------- | -------------------------------------------------------------------------------- |
| Монета достоинством 100 прут |                                                                                  |
|                              | Монета 1954 (5714) года чеканки. Федеральный монетный двор Швейцарии, Берн.      |
|                              | Монета 1954 (5714) года чеканки. Королевский монетный двор, Нидерланды, Утрехт . |

| Внешние изображения          | Внешние изображения                                                                 |
| ---------------------------- | ----------------------------------------------------------------------------------- |
| Монета достоинством 250 прут |                                                                                     |
|                              | Прообраз для создания: монета времён первого антиримского восстания (69 год н. э.). |
|                              | Монета 1949 (5709) года чеканки .                                                   |

## Агораиизраильский фунт1960—1978 годов
С 1 января 1960 года прута́ была заменена на аго́ру, а израильский фунт стала делиться на 100 аго́р. Название для монеты, по предложению иерусалимской Академии языка иврит, было заимствовано из Торы, где употребляется выражение ивр. אגורת כסף‎ (агора́т ке́сеф, «серебряный грош» (1Цар. 2:36), в Синодальном переводе переведено как «серебряная гера»).
При разработке дизайна за основу были приняты древние монеты времён антиримского восстания (60—70-е годы н. э.), Бар-Кохбы (132—135 годы н. э.), Агриппы I (37—44 годы н. э.), барельеф триумфальной арки Тита (81 год н. э.) и печать, найденная при археологических раскопках в районе Мегиддо.
Лира — наименование денежной единицы на иврите, фунт — принятое в российской справочной литературе. Israel Pound — дублирующая оригинальное наименование надпись на израильских банкнотах образца 1952 года (см. Банкноты Государства Израиль). Pound — наименование всех выпусков израильских банкнот до шекеля в англоязычной версии сайта Банка Израиля. Иными словами, израильский фунт и израильская лира — два равноправных наименования одной и той же денежной единицы.
Монеты этой серии чеканились на Федеральном монетном дворе Швейцарии, на Государственном монетном дворе в Тель-Авиве (до 1966 года), на Государственном монетном дворе Израиля в Иерусалиме (начиная с 1967 года), в Утрехте на Королевском монетном дворе Нидерландов, на Королевском монетном дворе Австралии в Канберре, на Королевском монетном дворе Канады в Оттаве (до 1975 года), на Королевском монетном дворе Канады в Виннипеге (начиная с 1976 года).
| Внешние изображения        | Внешние изображения                                                                           |
| -------------------------- | --------------------------------------------------------------------------------------------- |
| Монета достоинством 5 агор |                                                                                               |
|                            | Прообраз для создания: барельеф на фронтоне древней синагоги в Капернауме (66—70 года н. э.). |
|                            | Монета 1961 (5721) года чеканки из сплава медь—алюминий—никель .                              |
|                            | Монета 1977 (5737) года чеканки из сплава алюминий—магний .                                   |

| Внешние изображения         | Внешние изображения                                                  |
| --------------------------- | -------------------------------------------------------------------- |
| Монета достоинством 10 агор |                                                                      |
|                             | Прообраз для создания: монета времён Бар-Кохбы (132—135 годы н. э.). |
|                             | Монета 1977 (5737) года чеканки из сплава медь—алюминий—никель .     |
|                             | Монета 1979 (5739) года чеканки из сплава алюминий—магний .          |

| Внешние изображения         | Внешние изображения                                                  |
| --------------------------- | -------------------------------------------------------------------- |
| Монета достоинством 25 агор |                                                                      |
|                             | Прообраз для создания: монета времён Бар-Кохбы (132—135 годы н. э.). |
|                             | Монета 1975 (5735) года чеканки .                                    |

| Внешние изображения           | Внешние изображения                                                                                          |
| ----------------------------- | --- |
| Монета достоинством 1⁄2 фунта | |
|                               | Прообраз для создания: барельеф триумфальной арки Тита (81 год н. э.) с изображением мено́ры — герба Израиля. |

| Внешние изображения          | Внешние изображения |
| ---------------------------- | --- |
| Монета достоинством 5 фунтов | |
|                              | Прообраз для создания: каменная печать с изображением рыкающего льва и надписью «Шема слуга Иеровоама», найденная в 1903 году темплером Готлибом Шумахером в районе Мегиддо. |

## Новая агора ишекель1980—1985 годов
Ещё 4 июня 1969 года на заседании Кнессета был принят закон, по которому израильская валюта должна именоваться «шекель». Однако практической ценности этот закон не имел, поскольку в нём было прописано, что переход с фунта на шекели будет произведён по указу министра финансов в момент, который покажется ему подходящим.
В ноябре 1977 года представитель Банка Израиля при правительстве Арнон Гафни посоветовал ратифицировать закон от 1969 года и выпустить новую валюту — шекель. В мае 1978 года проект утвердили премьер-министр Израиля Менахем Бегин и министр финансов Симха Эрлих.
План замены денежных знаков готовился в тайне. Из-за этого не объявлялся специальный конкурс среди дизайнеров, и новые монеты сделали очень похожими на монеты прошлого выпуска. План был обнародован только 22 февраля 1980 года, когда началась кампания смены дензнаков. С этого момента 1 шекель был приравнен к 10 израильским фунтам. В нём содержалось 100 новых агор, а 1 новая агора заменила собой 10 агор прошлого выпуска.
Сначала выпустили монеты четырёх номиналов: 1, 5, 10 новых агор и 1⁄2 шекеля, а лишь через год монету в 1 шекель. Но из-за начавшейся в Израиле в начале 80-х годов галопирующей инфляции очень быстро появились монеты достоинством 5, 10, 50 и даже 100 шекелей. Всего же было выпущено девять номиналов монет. Это был самый большой выпуск монет в истории финансов Израиля. Их дизайном занимались профессиональные художники уже на конкурсной основе. По традиции при создании новых монет были использованы некоторые мотивы древних монет.
Чеканка осуществлялась на Федеральном монетном дворе Швейцарии, Государственном монетном дворе Израиля (Иерусалим), Парижском монетном дворе, монетном дворе Чили (Сантьяго), Королевском монетном дворе Канады (Виннипег), Государственном монетном дворе ФРГ (Баден-Вюртемберг).
| Изображение | Номинал                                                                        | Диаметр, мм | Вес, г | Дизайн | Выпущена в обращение | Изъята     |
| --- | ------------------------------------------------------------------------------ | ----------- | ------ | --- | -------------------- | ---------- |
| | 1 новая агора                                                                  | 15          | 0,6    | Аверс: финиковая пальма; текст «Израиль» на иврите и арабском языке; Реверс: цифра «1»; текст «новая агора» и год выпуска на иврите. Гурт: гладкий. Буртик: плоский, декоративный по кругу на аверсе и реверсе. Состав: алюминий 97 %, магний 3 %. Дизайн: Отделение по выпуску монет Банка Израиля. | 24.02.1980           | 04.09.1985 |
| | 5 новых агор                                                                   | 18,5        | 0,9    | Аверс: Герб Израиля; текст «Израиль» на иврите, арабском и английском языках; Реверс: цифра «5»; текст «новых агор» и год выпуска на иврите. Гурт: ребристый. Буртик: выступ по краю на аверсе и плоский, декоративный по кругу на реверсе. Состав: алюминий 97 %, магний 3 %. Дизайн: Отделение по выпуску монет Банка Израиля. | 24.02.1980           | 31.03.1984 |
| | 10 новых агор                                                                  | 16          | 2,1    | Аверс: Герб Израиля; 3 плода гранатового дерева; текст «Израиль» на иврите, арабском и английском языках; Реверс: цифра «10»; текст «новых агор» и год выпуска на иврите. Гурт: ребристый. Буртик: выступ по краю на аверсе и плоский, декоративный по кругу на реверсе. Состав: медь 92 %, никель 8 %. Дизайн: Отделение по выпуску монет Банка Израиля. | 24.02.1980           | 28.02.1985 |
| | 1⁄2 шекеля                                                                     | 20          | 3      | Аверс: рычащий лев; герб Израиля; текст «Израиль» на иврите, арабском и английском языках; Реверс: цифра «1/2»; текст «шекель» и год выпуска на иврите; две декоративные восьмиконечные звезды. Гурт: ребристый. Буртик: плоский, декоративный по кругу на аверсе и реверсе. Состав: медь 75 %, никель 25 %. Дизайн: Отделение по выпуску монет Банка Израиля. | 24.02.1980           | 28.02.1985 |
| | 1 шекель                                                                       | 23          | 5      | Аверс: чаша и текст «израильский шекель» на иврите Реверс: Герб Израиля; цифра «1»; текст «шекель» на иврите; текст «Израиль» на иврите, арабском и английском языках; дата выпуска на иврите. Гурт: гладкий и ребристый в разных выпусках. Буртик: выступ по краю на аверсе и реверсе. Состав: медь 75 %, никель 25 %. Дизайн аверса: Габи Нееман. Дизайн реверса: Цви Наркис. | 22.01.1981           | 04.09.1985 |
| Внешние изображения Монета достоинством 5 шекелей Прообраз для создания: монета времён Иоанна Гиркана I (135—104 годы до н. э.) . | 5 шекелей                                                                      | 24          | 6      | Аверс: двойной рог изобилия; Герб Израиля; текст «Израиль» на иврите, арабском и английском языках. Реверс: цифра «5»; текст «шекелей» и дата выпуска на иврите; две стилизованных восьмиконечных звезды. Гурт: ребристый. Буртик: выпуклый декоративный по кругу на аверсе и реверсе. Состав: медь 92 %, алюминий 6 %, никель 2 %. Дизайн аверса: Элиезер Вайсхоф. Дизайн реверса: Натан Карп. Макет аверса: Тидгар Даган. Макет реверса: Ш. Кречмер. | 10.09.1981           | 04.09.1986 |
| | 10 шекелей                                                                     | 26          | 8      | Аверс: древняя галера; герб Израиля; текст «Израиль» на иврите, арабском и английском языках. Реверс: цифра «10»; текст «шекелей» и год выпуска на иврите; две стилизованных восьмиконечных звезды. Гурт: гладкий. Буртик: выпуклый декоративный орнамент по кругу на аверсе и реверсе. Состав: медь 75 %, алюминий 25 %. Дизайн: Габи Нееман. Макет: Тидгар Даган. | 25.02.1982           | 04.09.1986 |
| | 10 шекелей (специальный выпуск)                                                | 26          | 8      | Аверс: Без изменений. Реверс: цифра «10»; текст «шекелей» и год выпуска на иврите; текст «ханука» на иврите и английском языке; ханукия; две стилизованных восьмиконечных звезды. Гурт: гладкий. Буртик: выпуклый декоративный орнамент по кругу на аверсе и реверсе. Состав: медь 75 %, алюминий 25 %. Дизайн: Габи Нееман. | 01.11.1983           | 04.09.1986 |
| | 10 шекелей (специальный выпуск)                                                | 26          | 8      | Аверс: портрет Теодора Герцля на фоне повторяющегося текста «Герцль» на иврите; герб Израиля; текст «Израиль» на иврите, арабском и английском языках. Реверс: без изменений. Гурт: без изменений. Буртик: без изменений. Состав: без изменений. Дизайн: Габи Нееман. | 10.01.1984           | 04.09.1986 |
| | 50 шекелей                                                                     | 28          | 9      | Аверс: изображение монеты времён еврейских войн против римлян; герб Израиля; текст «Израиль» на иврите, арабском и английском языках; Реверс: цифра «50»; текст «шекелей» и год выпуска на иврите; две стилизованных восьмиконечных звезды. Гурт: ребристый. Буртик: выпуклый по кругу на аверсе и реверсе. Состав: медь 92 %, алюминий 6 %, никель 2 %. Дизайн аверса: Габи Нееман. Дизайн реверса: Натан Карп. Макет: Виктор Хаустер. | 08.03.1984           | 04.09.1986 |
| | 50 шекелей (специальный выпуск)                                                | 28          | 9      | Аверс: портрет Давида Бен-Гуриона на фоне повторяющегося изображения меноры; герб Израиля; текст «Израиль» на иврите, арабском и английском языках; Реверс:без изменений. Гурт: без изменений. Буртик: без изменений. Состав: без изменений. Дизайн аверса: Габи Нееман. | 02.01.1985           | 04.09.1986 |
| | 100 шекелей                                                                    | 29          | 10,8   | Аверс: изображение древней монеты последнего иудейского царя из династии Хасмонеев, Матитьягу Антигона II, выпущенной около 40—37 гг. до н. э. во время осады Иерусалима римлянами. На монете изображён семисвечник (менора); герб Израиля; текст «Израиль» на иврите, арабском и английском языках; Реверс: цифра «100»; текст «шекелей» и год выпуска на иврите и английском языке. Гурт: ребристый, нарезка косая, широкая. Буртик: выпуклый по кругу на аверсе и реверсе. Состав: медь 75 %, никель 25 %. Дизайн аверса: Габи Нееман. Дизайн реверса: Натан Карп. Макет аверса: Тидгар Даган. Макет реверса: Виктор Хаустер. | 02.05.1984           | 04.09.1986 |
| | 100 шекелей (специальный выпуск)                                               | 29          | 10,8   | Аверс: без изменений. Реверс: цифра «100»; текст «шекелей» и год выпуска на иврите; текст «ханука» на иврите и английском языке; ханукия. Гурт: без изменений. Буртик: без изменений. Состав: без изменений. Дизайн: Габи Нееман. | 02.12.1984           | 04.09.1986 |
| | 100 шекелей (специальный выпуск)                                               | 29          | 10,8   | Аверс: портрет Владимира (Зеэва) Жаботинского на фоне повторяющегося изображения Звезды Давида; герб Израиля; текст «Израиль» на иврите, арабском и английском языках. Реверс: без изменений. Гурт: без изменений. Буртик: без изменений. Состав: без изменений. Дизайн: Габи Нееман. | 12.05.1985           | 04.09.1986 |
| Внешние изображения |                                                                                |             |        | |                      |            |
| Монета достоинством 5 шекелей |                                                                                |             |        | |                      |            |
| | Прообраз для создания: монета времён Иоанна Гиркана I (135—104 годы до н. э.). |             |        | |                      |            |

## Агора иновый шекель
В сентябре 1985 года для упрощения денежных расчётов, облегчения финансового учёта и выдачи наличных средств была проведена деноминация — переход с шекеля на новый шекель при обменном курсе 1000 : 1. Соответственно, 1 новый шекель, равный 100 агорам, заменил собой 1000 шекелей.
Название «шекель» было сохранено, чтобы не отклоняться от первоначальных намерений законодателя, закреплённых в Законе о валютном регулировании 1969 года.
Одновременно были введены монеты номиналом 1, 5 и 10 агор, ½ и 1 новый шекель. В 1990 году введена монета достоинством 5 новых шекелей, за ней в 1995 году последовала монета в 10 новых шекелей. 9 декабря 2007 года была введена монета в 2 новых шекеля.
Монета достоинством в 1 агору была выведена из наличного обращения 1 апреля 1991 года, а монета номиналом 5 агор, выпуск которой был прекращён в 2006 году, выведена из обращения 1 января 2008 года.
Монеты этой серии чеканили Федеральный монетный двор Швейцарии, Банк Греции (Афины), Королевский монетный двор Австралии (Канберра), корпорация KOMSCO (Республика Корея, Тэджон), Государственный монетный двор Израиля (Иерусалим), монетный двор Норвегии (Конгсберг), монетный двор Баварии (Германия, Мюнхен), монетный двор Франции, монетный двор Южно-Африканской Республики (Претория), монетный двор Чили (Сантьяго), монетный двор Сингапура, монетный двор Баден-Вюртемберга (Штутгарт), Королевский монетный двор Нидерландов (Утрехт), монетный двор Финляндии (Вантаа), монетный двор Польши, Королевский монетный двор Канады (Виннипег).
| Внешние изображения | Внешние изображения                                                                                               |
| ------------------- | --- |
| 1⁄2 нового шекеля   | |
|                     | Прообраз для создания: печать, вырезанная из яшмы. Нумизматическая коллекция Музея Израиля (ок. 7 года до н. э.). |

| Внешние изображения | Внешние изображения                                                                                            |
| ------------------- | --- |
| 1 новый шекель      | |
|                     | Прообраз для создания: одна из древнейших серебряных монет, отчеканенная в Иерусалиме (ок. 350 года до н. э.). |
|                     | Монета из медно-никелевого сплава 1992 (5752) года выпуска .                                                   |
|                     | Монета из стали с никелевым покрытием 2002 (5762) года выпуска .                                               |

| Внешние изображения                 | Внешние изображения |
| ----------------------------------- | --- |
| Монета достоинством 5 новых шекелей | |
|                                     | Прообраз для создания: капитель колонны с ионическим ордером (X—VII века до н. э.) из археологических раскопок в районе Мегиддо . |

| Внешние изображения                  | Внешние изображения |
| ------------------------------------ | --- |
| Монета достоинством 10 новых шекелей | |
|                                      | Прообраз для создания: монета, отчеканенная в 69 году н. э. во время первой Иудейской войны в осаждённом Иерусалиме за год до разрушения Второго Храма . |

## Памятные монеты
Выпуском памятных монет в Израиле занимается Israel Coins and Medals Corporation (Израильская корпорация по выпуску монет и медалей), созданная в 1961 году, по решению премьер-министра Израиля Давида Бен-Гуриона. Девиз корпорации: Relive the Past, Preserve the Present, Ensure the Future («Возродить прошлое, сохранить настоящее, обеспечить будущее»).
В 2008 году компания была приватизирована и принадлежит ювелирной фирме G.R.A.S Design, Ltd, которая является эксклюзивным дистрибьютором всех памятных монет, выпущенных Банком Израиля. За годы деятельности корпорация выпустила сотни памятных монет из алюминия, бронзы, медно-никелевого сплава и благородных металлов. Монеты не имеют повседневного хождения, но служат дорогими сувенирами и объектами коллекционирования.
- Памятная монета
 достоинством 5 фунтов
 1972 года выпуска,
 аверс.
 Серебро.

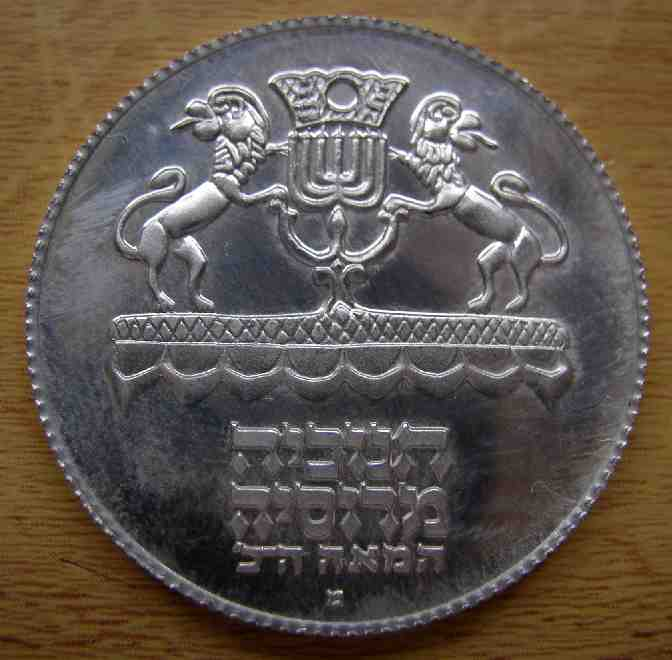
Памятная монета достоинством 5 фунтов 1972 года выпуска, реверс.
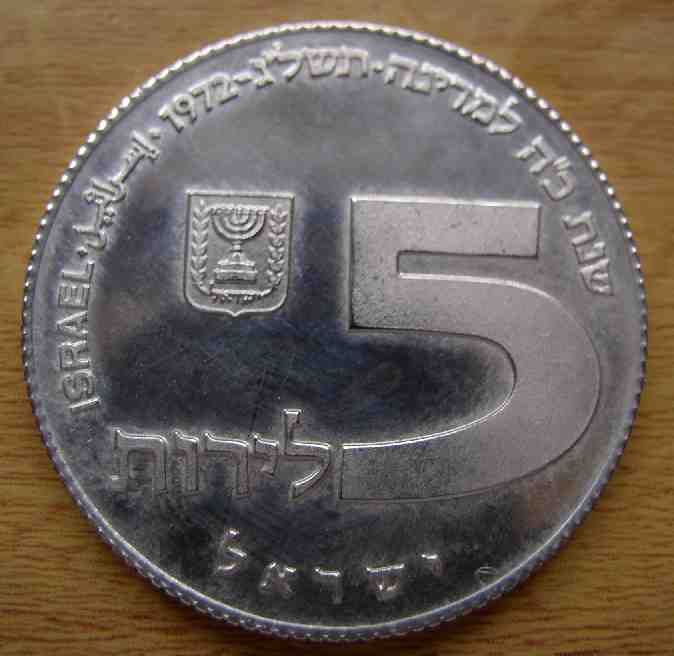
Памятная монета достоинством 5 фунтов 1972 года выпуска, реверс.
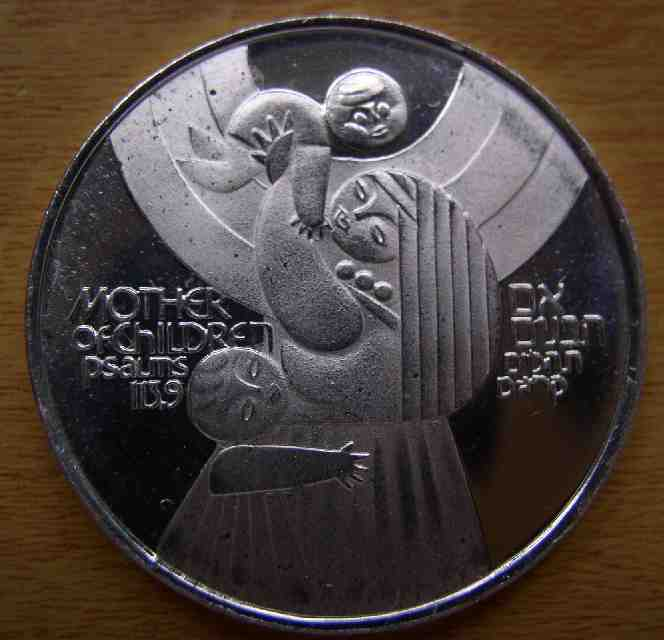
Памятная монета достоинством 50 фунтов 1979 года выпуска, аверс. Серебро.
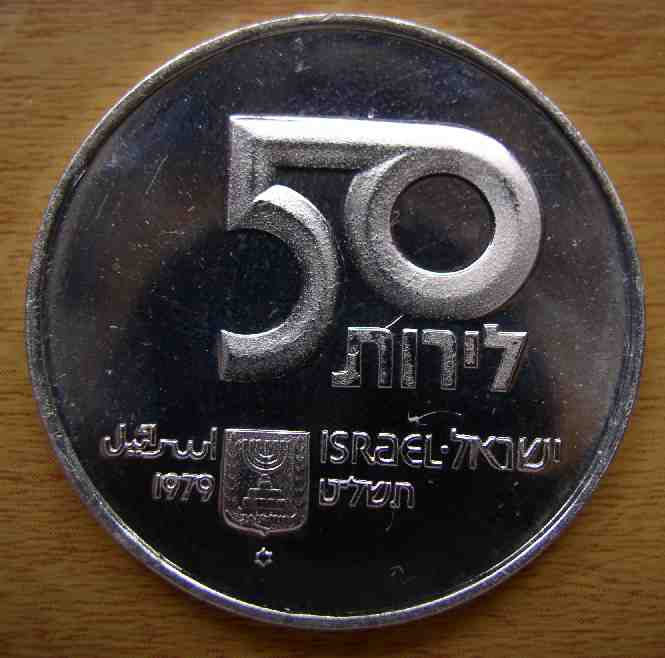
Памятная монета достоинством 50 фунтов 1979 года выпуска, реверс.

- Памятная монета
 достоинством 50 фунтов
 1979 года выпуска,
 аверс.
 Серебро.
- Памятная монета
 достоинством 50 фунтов
 1979 года выпуска,
 реверс.

## Замена монет 2023 год

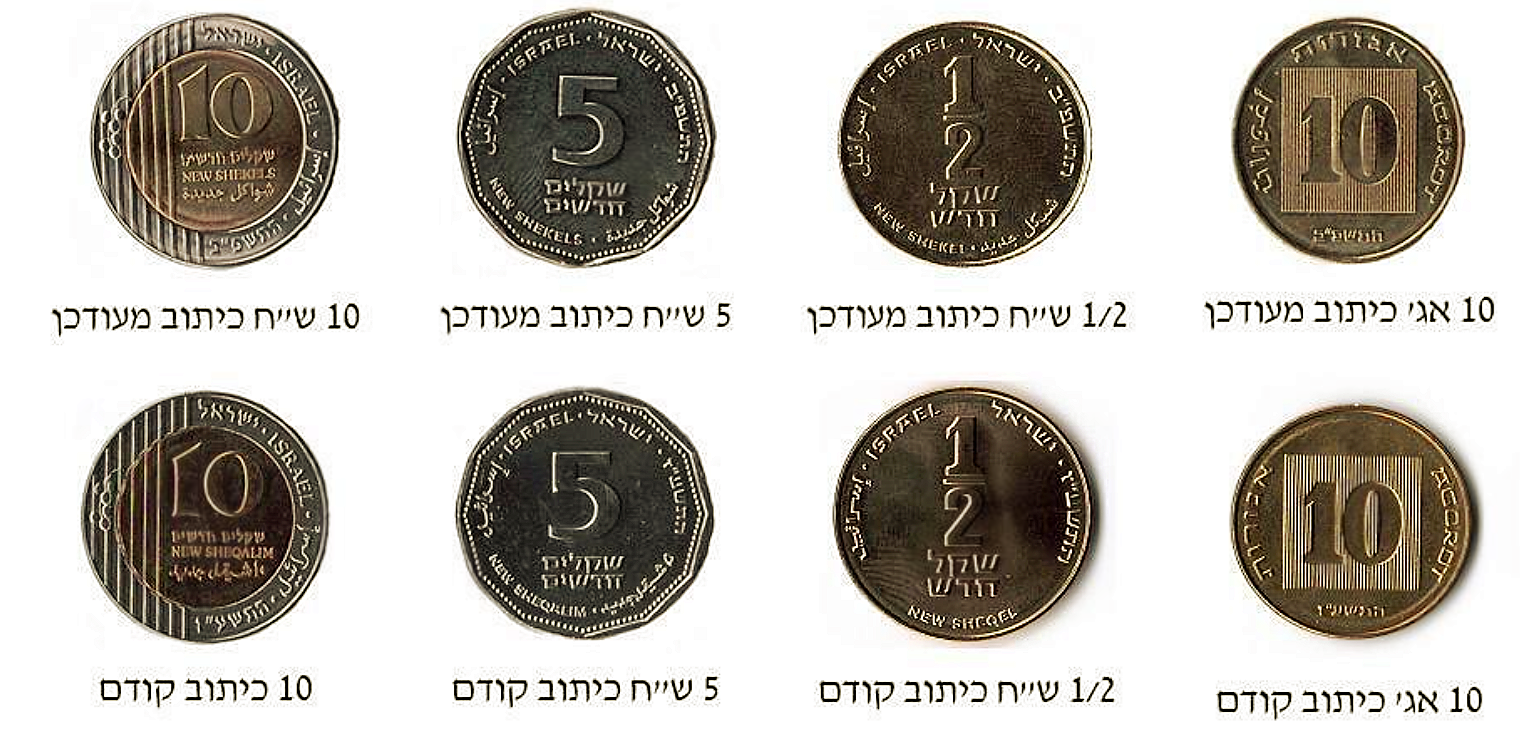
Сверху — монеты новые, снизу — нынешние

28 декабря 2022 года Банк Израиля официально уведомил что производит замену монет достоинством 10 и 5 шекелей, а также 50 и 10 агор в связи с поправкой англоязычного написания слова «шекели».
Ныне принятое написание «sheqalim» будет заменено на более правильное «sheqel». Также будет уточнена надпись на арабском языке, где появятся понятия «новый шекель» и «агора».
Новая надпись будет выполнена на всех новых монетах соответствующего достоинства начиная с года התשפ"ב по еврейскому календарю (2021—2022).
Уточнения производятся по рекомендации Академии иврита и арабского языка и приведены в соответствие с памятными банкнотами и монетами, ранее выпущенными Банком Израиля.
Монеты с прежними надписями продолжат хождение наряду с новыми. Процесс замещения займет длительное время (по мере износа), период которого не устанавливается.
Появление откорректированных монет достоинством 1 и 2 шекеля ожидается к середине 2023 года.

## Дополнительные сведения
- На конец 2012 года банкноты составляют 97 % от общей суммы денег, находящихся в обращении в Израиле (53,1 миллиарда новых шекелей), в то время как монеты составляли 3 % (1,7 миллиарда). 60 % от всего количества монет, находящихся в обращении, составляет монета достоинством 10 агор. На остальные 40 % приходятся монеты достоинством ½ нового шекеля (7 %), 1 новый шекель (23 %), 2 новых шекеля (3 %), 5 новых шекелей (4 %) и 10 новых шекелей (3 %)[26].

### Датировка монет

Одна агора «התש»ן" года выпуска, что соответствует 5750 году по еврейскому календарю и 1990 году по календарю григорианскому

Годы выпуска на монетах Израиля указаны в соответствии с традиционным еврейским календарём, в котором вместо цифр используются символы еврейского алфавита — каждой букве соответствует своё числовое значение.
Для того чтобы определить год выпуска монеты, следует сначала перевести буквенные обозначения в цифровые, а затем привести их к привычному нам виду в григорианском летосчислении. Для этой цели можно воспользоваться специальным конвертером дат, или следующей таблицей:

| Таблица для определения года выпуска | Таблица для определения года выпуска           | Таблица для определения года выпуска               |
| По григорианскому календарю          | Цифровое обозначение года (от сотворения мира) | Буквенное обозначение года по еврейскому календарю |
| ------------------------------------ | ---------------------------------------------- | -------------------------------------------------- |
| 1948                                 | 5708                                           | תש''ח                                              |
| 1949                                 | 5709                                           | תש''ט                                              |
| 1950                                 | 5710                                           | не выпускались                                     |
| 1951                                 | 5711                                           | תשי''א                                             |
| 1952                                 | 5712                                           | תשי''ב                                             |
| 1953                                 | 5713                                           | תשי''ג                                             |
| 1954                                 | 5714                                           | תשי''ד                                             |
| 1955                                 | 5715                                           | תשט''ו                                             |
| 1956                                 | 5716                                           | не выпускались                                     |
| 1957                                 | 5717                                           | תשי''ז                                             |
| 1958                                 | 5718                                           | תשי''ח                                             |
| 1959                                 | 5719                                           | תשי''ט                                             |
| 1960                                 | 5720                                           | תשי''ך                                             |
| 1961                                 | 5721                                           | תשכ''א                                             |
| 1962                                 | 5722                                           | תשכ''ב                                             |
| 1963                                 | 5723                                           | תשכ''ג                                             |
| 1964                                 | 5724                                           | תשכ''ד                                             |
| 1965                                 | 5725                                           | תשכ''ה                                             |
| 1966                                 | 5726                                           | תשכ''ו                                             |
| 1967                                 | 5727                                           | תשכ''ז                                             |
| 1968                                 | 5728                                           | תשכ''ח                                             |
| 1969                                 | 5729                                           | תשכ''ט                                             |
| 1970                                 | 5730                                           | תש''ל                                              |
| 1971                                 | 5731                                           | תשל''א                                             |
| 1972                                 | 5732                                           | תשל''ב                                             |
| 1973                                 | 5733                                           | תשל''ג                                             |
| 1974                                 | 5734                                           | תשל''ד                                             |
| 1975                                 | 5735                                           | תשל''ה                                             |
| 1976                                 | 5736                                           | תשל''ו                                             |
| 1977                                 | 5737                                           | תשל''ז                                             |
| 1978                                 | 5738                                           | תשל''ח                                             |
| 1979                                 | 5739                                           | תשל''ט                                             |
| 1980                                 | 5740                                           | תש''ם                                              |
| 1981                                 | 5741                                           | תשמ''א                                             |
| 1982                                 | 5742                                           | התשמ''ב                                            |
| 1983                                 | 5743                                           | התשמ''ג                                            |
| 1984                                 | 5744                                           | התשמ''ד                                            |
| 1985                                 | 5745                                           | התשמ''ה                                            |
| 1986                                 | 5746                                           | התשמ''ו                                            |
| 1987                                 | 5747                                           | התשמ''ז                                            |
| 1988                                 | 5748                                           | התשמ''ח                                            |
| 1989                                 | 5749                                           | התשמ''ט                                            |
| 1990                                 | 5750                                           | התש''ן                                             |
| 1991                                 | 5751                                           | התשנ''א                                            |
| 1992                                 | 5752                                           | התשנ''ב                                            |
| 1993                                 | 5753                                           | התשנ''ג                                            |
| 1994                                 | 5754                                           | התשנ''ד                                            |
| 1995                                 | 5755                                           | התשנ''ה                                            |
| 1996                                 | 5756                                           | התשנ''ו                                            |
| 1997                                 | 5757                                           | התשנ''ז                                            |
| 1998                                 | 5758                                           | התשנ''ח                                            |
| 1999                                 | 5759                                           | התשנ''ט                                            |
| 2000                                 | 5760                                           | התש''ס                                             |
| 2001                                 | 5761                                           | התשס''א                                            |
| 2002                                 | 5762                                           | התשס''ב                                            |
| 2003                                 | 5763                                           | התשס''ג                                            |
| 2004                                 | 5764                                           | התשס''ד                                            |
| 2005                                 | 5765                                           | התשס''ה                                            |
| 2006                                 | 5766                                           | התשס''ו                                            |
| 2007                                 | 5767                                           | התשס''ז                                            |
| 2008                                 | 5768                                           | התשס''ח                                            |
| 2009                                 | 5769                                           | התשס''ט                                            |
| 2010                                 | 5770                                           | התש''ע                                             |
| 2011                                 | 5771                                           | התשע''א                                            |
| 2012                                 | 5772                                           | התשע''ב                                            |
| 2013                                 | 5773                                           | התשע''ג                                            |
| 2014                                 | 5774                                           | התשע''ד                                            |
| 2015                                 | 5775                                           | התשע''ה                                            |
| 2016                                 | 5776                                           | התשע''ו                                            |
| 2017                                 | 5777                                           | התשע''ז                                            |
| 2018                                 | 5778                                           | התשע''ח                                            |
| 2019                                 | 5779                                           | התשע''ט                                            |
| 2020                                 | 5780                                           | התש''ף                                             |

## Соотношения денежных единиц
| Дата                   | Соотношение                                                                                            |
| ---------------------- | --- |
| С 17 августа 1948 года | 1 Израильский фунт (лира) = 1000 милей                                                                 |
| С 24 декабря 1948 года | 1 израильский фунт = 1000 прут                                                                         |
| С 1 января 1960 года   | 1 израильский фунт = 100 агор                                                                          |
| С 24 февраля 1980 года | 1 шекель = 10 израильских фунтов 1 шекель = 100 агор 1 агора (нового выпуска) = 10 агор (старого вып.) |
| С 4 сентября 1985 года | 1 новый шекель = 1000 шекелей 1 новый шекель = 100 новых агор 1 новая агора = 1000 агор                |